# Spargi

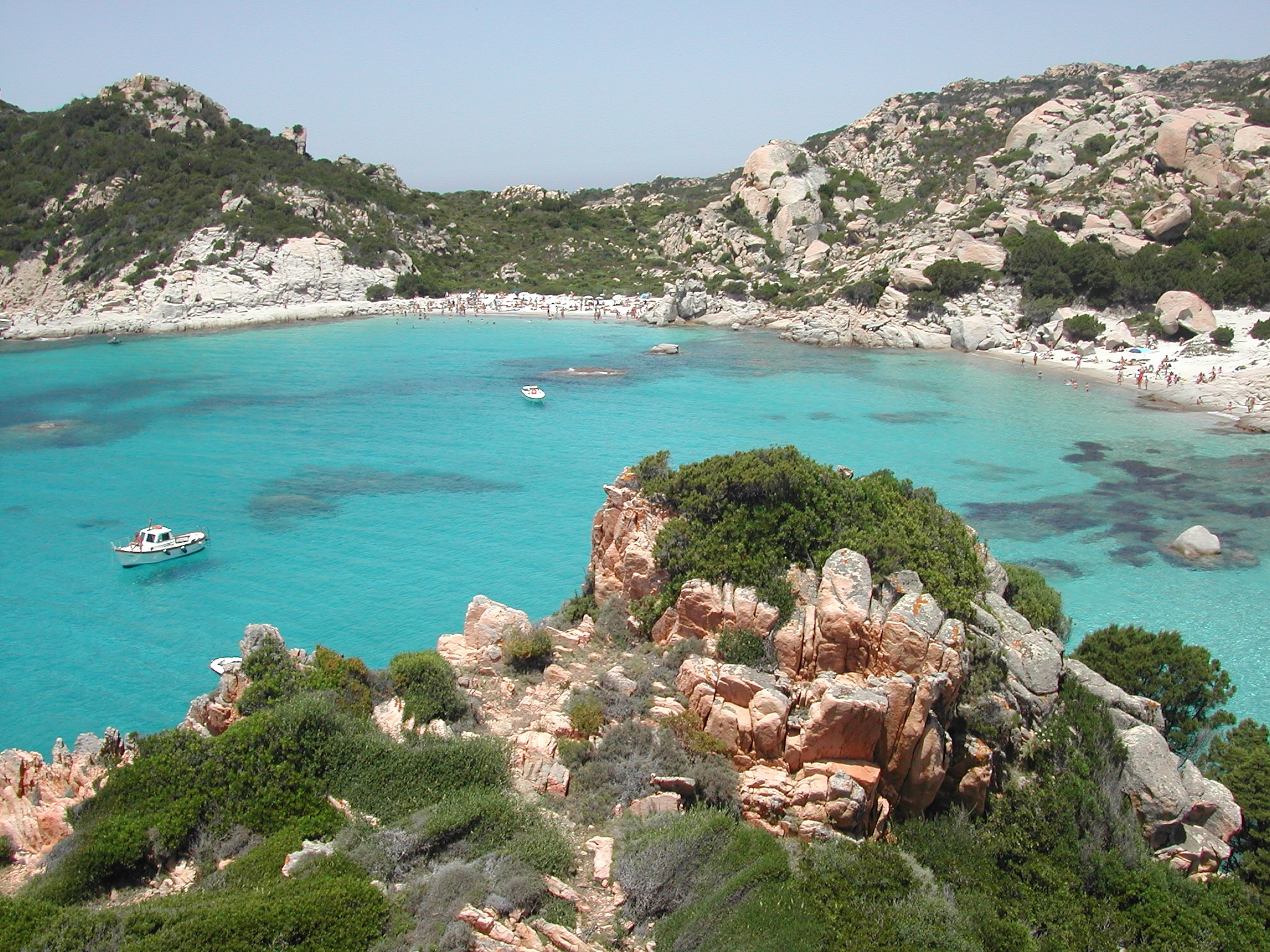
De baai Cala Corsara langs de zuidkust van Spargi

Spargi is een van de zeven belangrijkste eilanden van de La Maddalena-archipel voor de kust van het Italiaanse eiland Sardinië.
Het eiland ligt ten westen van het hoofdeiland La Maddalena. Tweeënhalve kilometer ten noorden van Spargi ligt Budelli, ten westen van het eiland ligt Spargiotto. Spargi ligt tweeënhalve kilometer uit de kust van Sardinië. Het is het op twee na grootste eiland van de eilandengroep en heeft een bijna ronde vorm. Het bestaat grotendeels uit graniet en het hoogste punt van het eiland wordt gevormd door de Monte Guardi Preposti (155 meter). Een andere hoge top is de 126 meter hoge Punta Banditi. Het heeft meerdere baaien (met de klok mee achtereenvolgens Cala Grano, Cala Conneri, Cala Granara, Cala Corsara, Cala D'Alga en Cala Piscioli). Het noordelijkste punt van het eiland wordt Punta Zanotto genoemd. Sinds 1994 maakt het deel uit van Nationaal park La Maddalena-archipel.
In de eerste decennia van de 19e eeuw verborg de bandiet Natale Berretta zich op het eiland om aan vervolging te ontkomen. Toen hij uiteindelijk onschuldig werd bevonden, besloot hij met zijn familie op het eiland te blijven en er geiten en koeien te hoeden. Gedurende de afgelopen eeuw was het eiland enkel in gebruik tijdens de Eerste en Tweede Wereldoorlog, toen op het eiland meerdere strategische punten werden ingericht. Het fort Zanotto langs de zuidkust is het best bewaard gebleven. Op de zeebodem werden vlak bij het eiland de resten van een Romeins schip uit de 2e eeuw v.Chr. gevonden. De vondsten worden thans tentoongesteld in het maritiem museum in de stad La Maddalena.
Het IOTA-nummer van de Spargi is, zoals voor de meeste andere eilanden in de archipel, EU-041. De Italian Islands Award-referentie (I.I.A., gegeven aan natuurlijke eilanden) was SS-014. Inmiddels heeft het eiland in de Mediterranean Islands Award de code MIS-038.

## Afbeeldingen

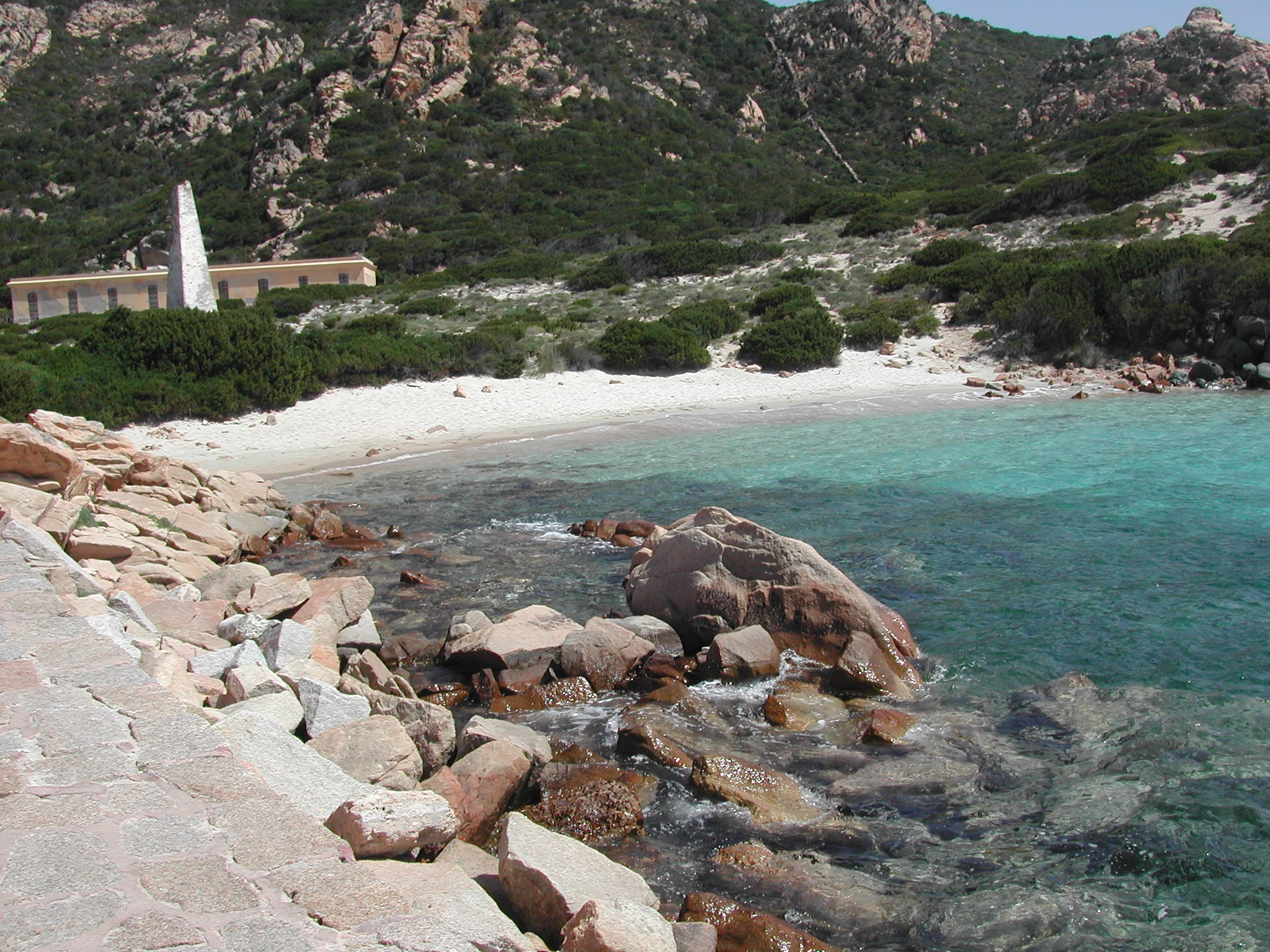
Het strand met links het fort Zanotto
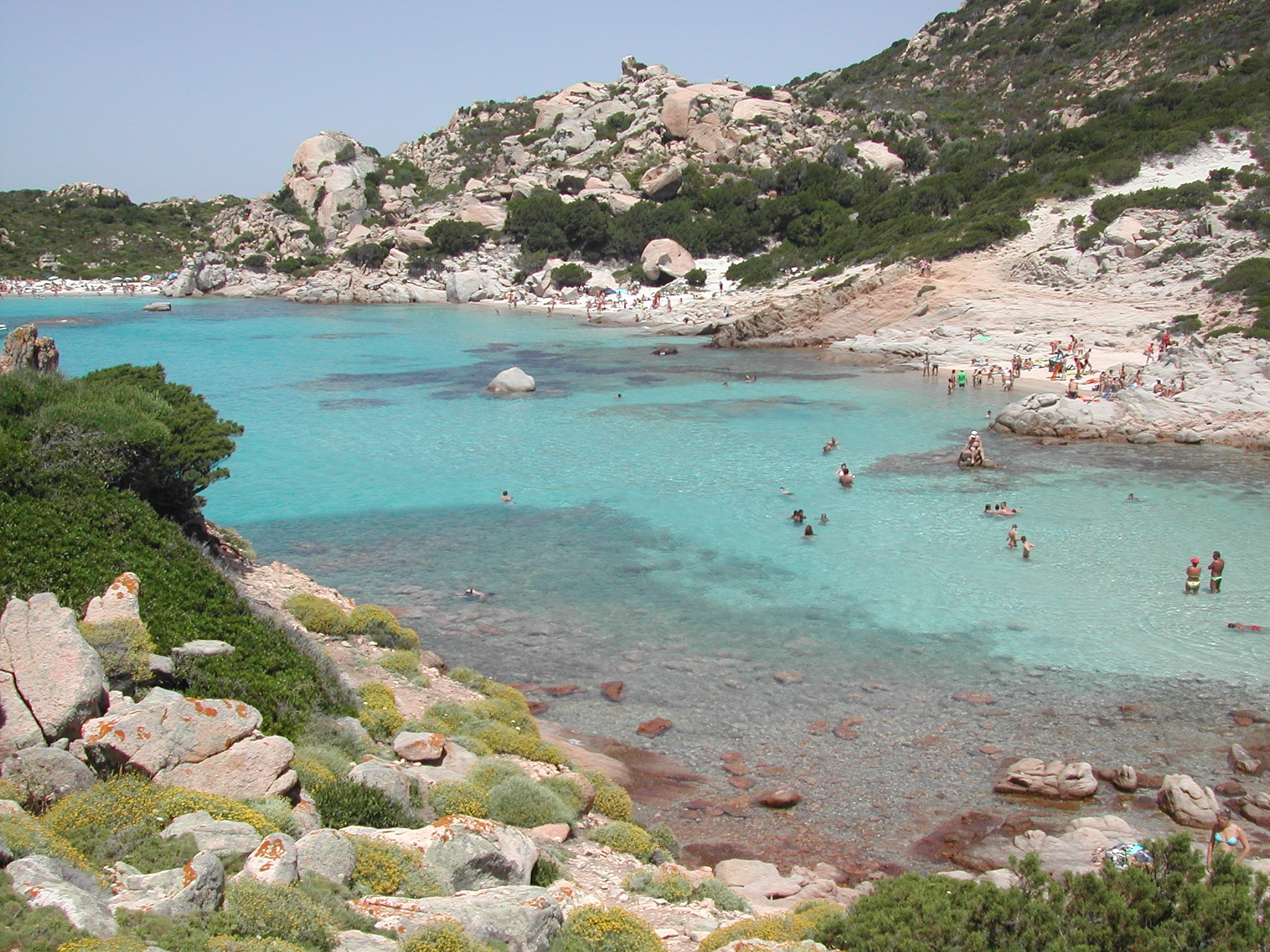
Een strand op het eiland
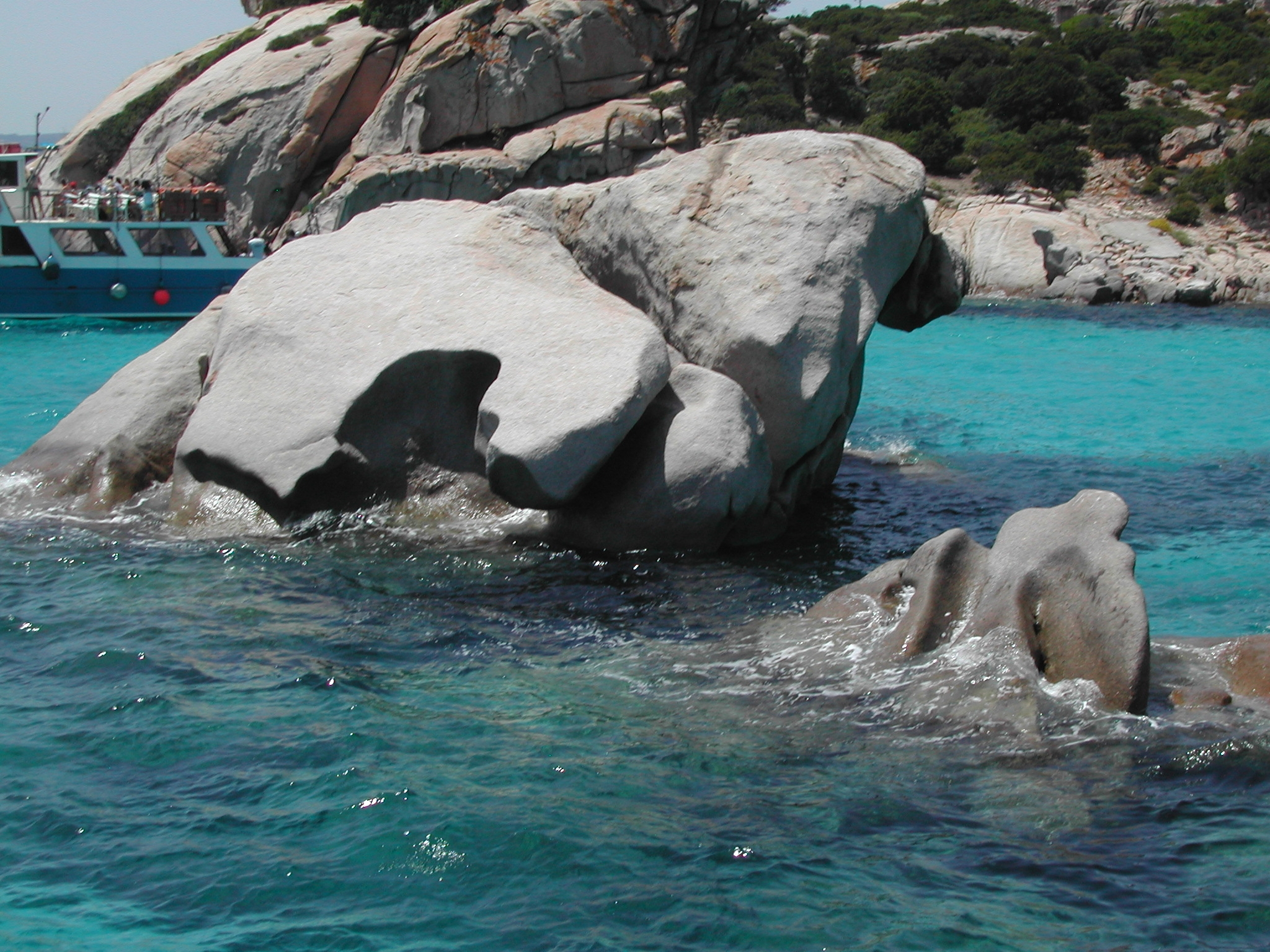
De beroemde rots Bulldog
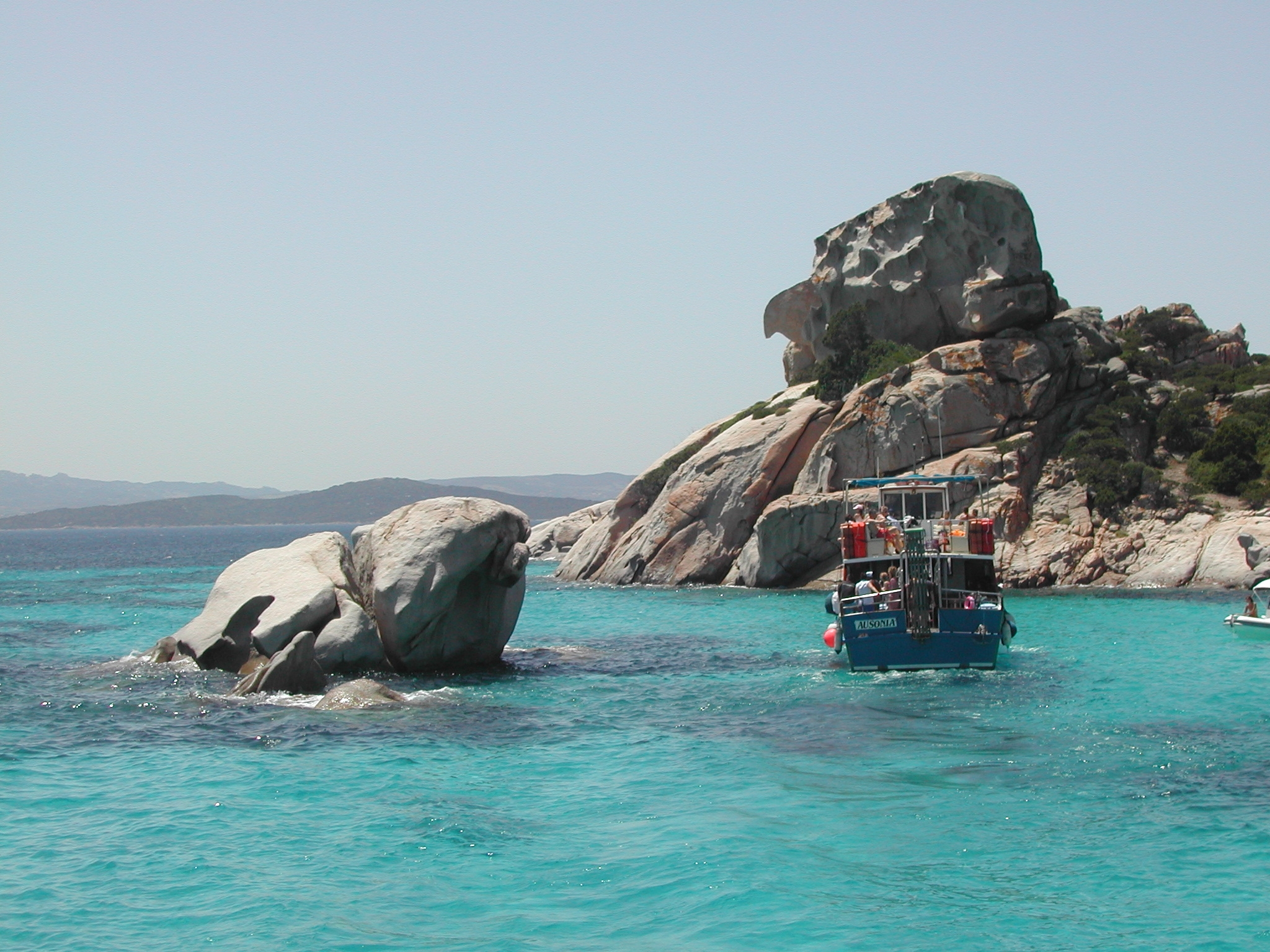
De rots La Strega ("de heks"), met links opnieuw de Bulldog
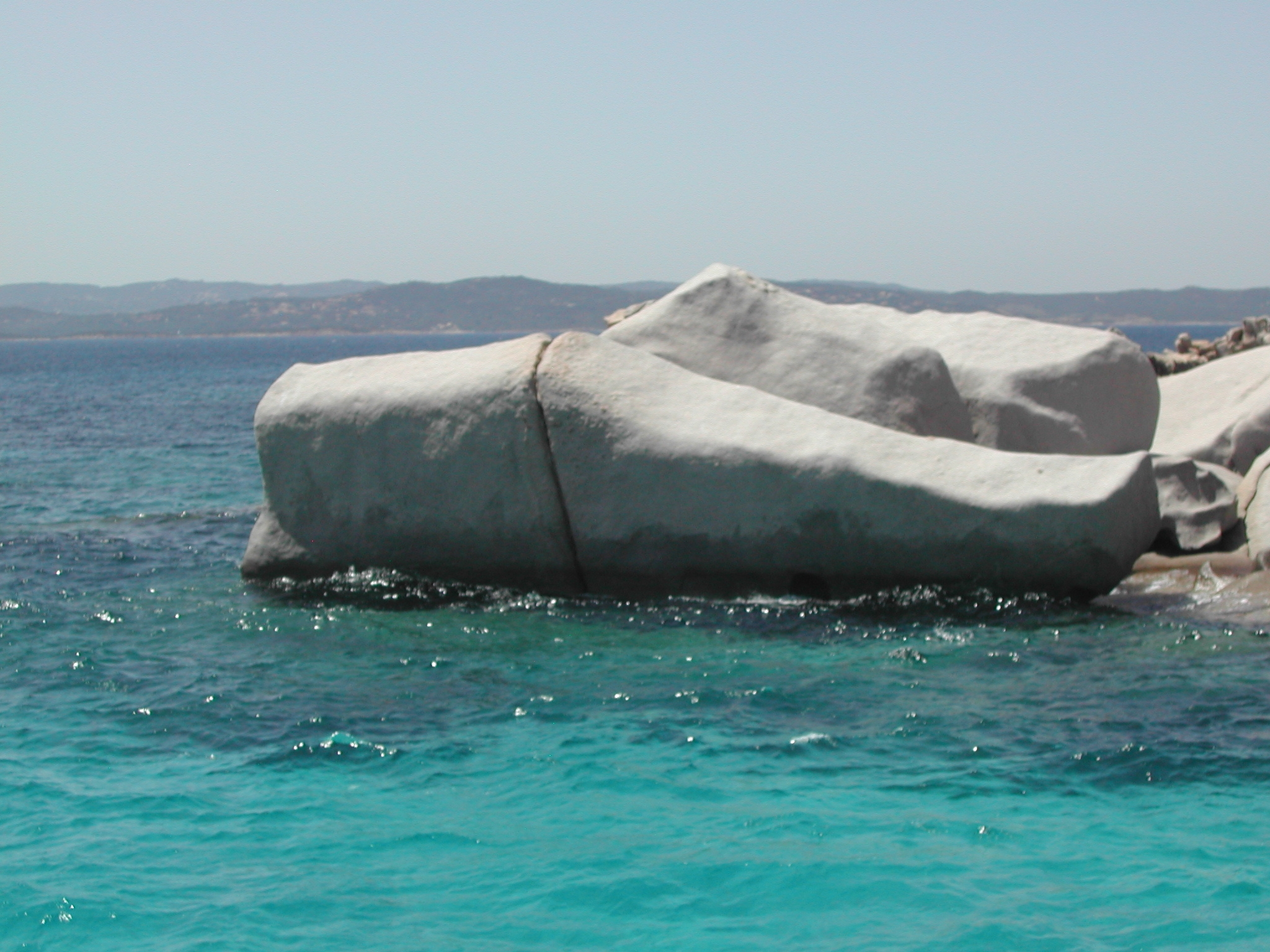
De beroemde rots Zoccolo olandese ("Nederlandse klomp") of ook Corno di rinoceronte ("hoorn van een neushoorn")
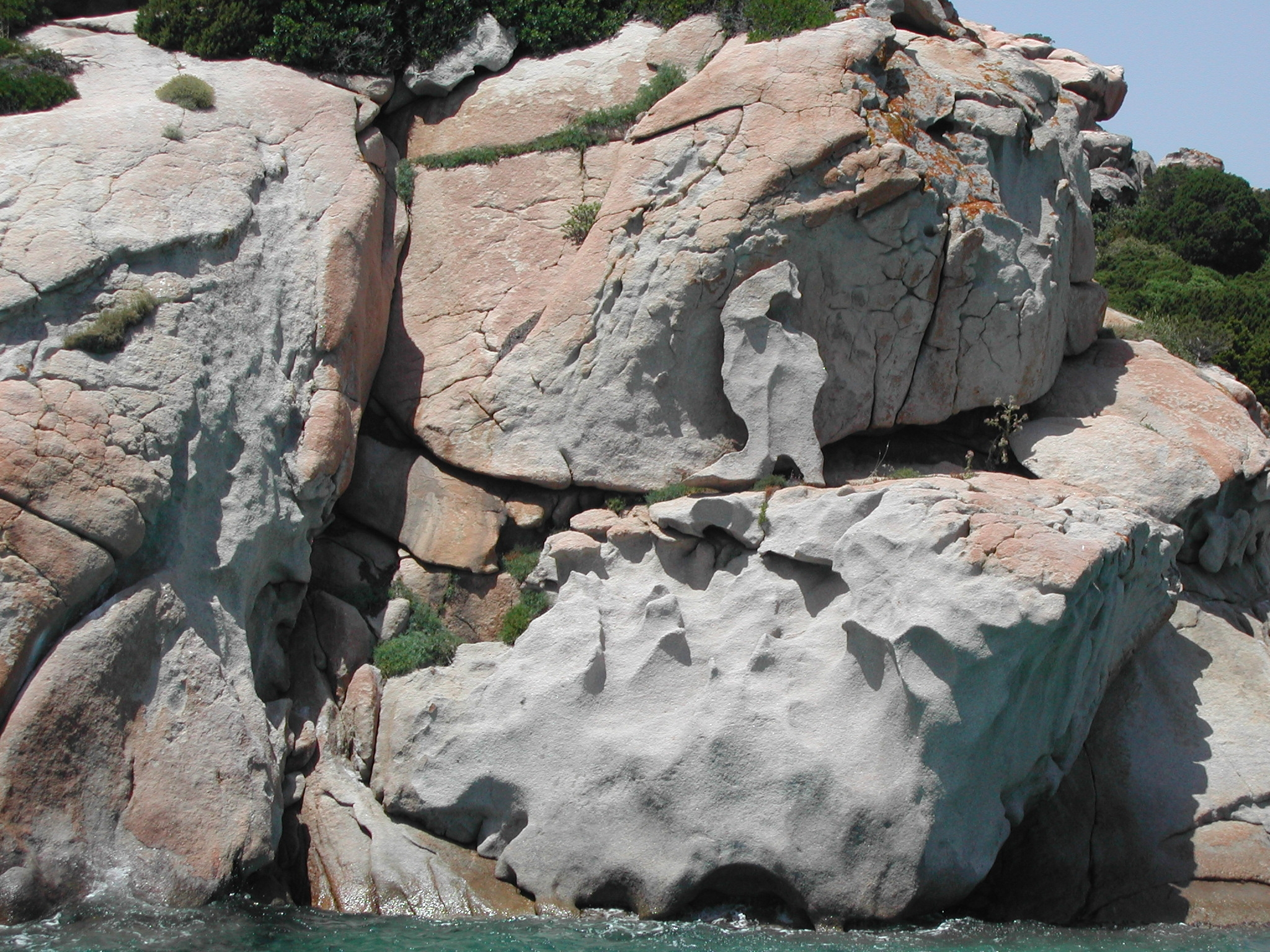
De beroemde rots Stivale ("laars")